# Катарколь
Катарко́ль (каз. Қатаркөл) — село у складі Бурабайського району Акмолинської області Казахстану. Адміністративний центр Катаркольського сільського округу.
Населення — 2377 осіб (2021; 2854 у 2009, 2891 у 1999, 3995 у 1989).
Національний склад станом на 1989 рік:
- росіяни — 62 %.

У радянські часи село також називалось Котирколь.